# Vasco Tagliavini
Vasco Tagliavini (Reggio Emilia, 17 ottobre 1937 – Reggio Emilia, 3 luglio 2019) è stato un calciatore, allenatore di calcio e allenatore di calcio a 5 italiano, di ruolo difensore.

## Carriera
Da calciatore ha totalizzato 170 presenze, senza mai andare a rete, in Serie A, con le maglie di Inter, Udinese e Foggia.
Intrapresa la carriera di allenatore, nel 1992 ha assunto la guida della Nazionale di calcio a 5, ottenendo la qualificazione al mondiale disputatosi quell'anno a Hong Kong.

## Palmarès

### Allenatore

#### Competizioni nazionali
- Serie D: 1

Triestina: 1975-1976

#### Competizioni internazionali
- Torneo Anglo-Italiano: 1

Triestina: 1979-1980